# Gábor Vajna

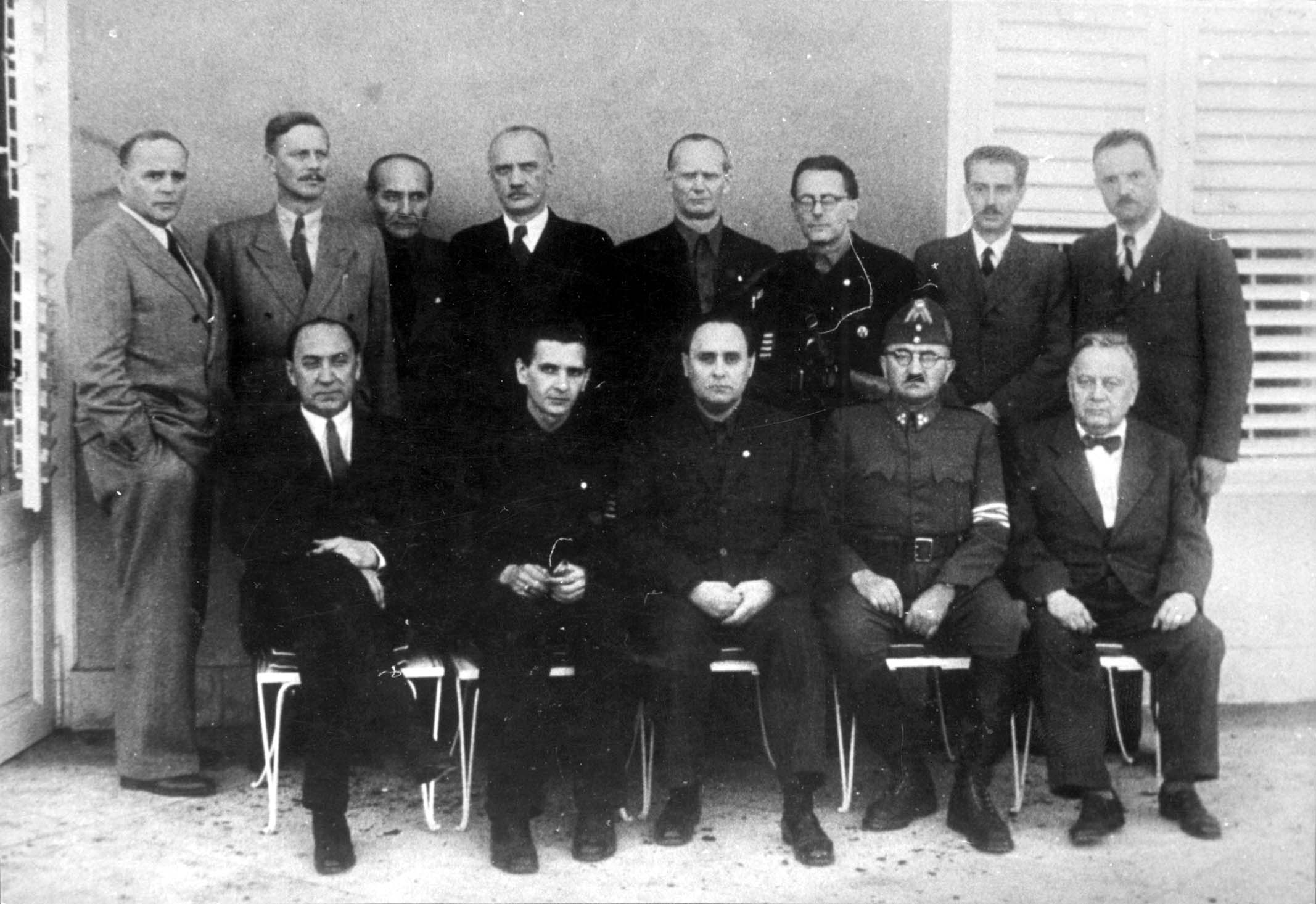
Vajna im Kabinett Szálasi (stehend der dritte von links)

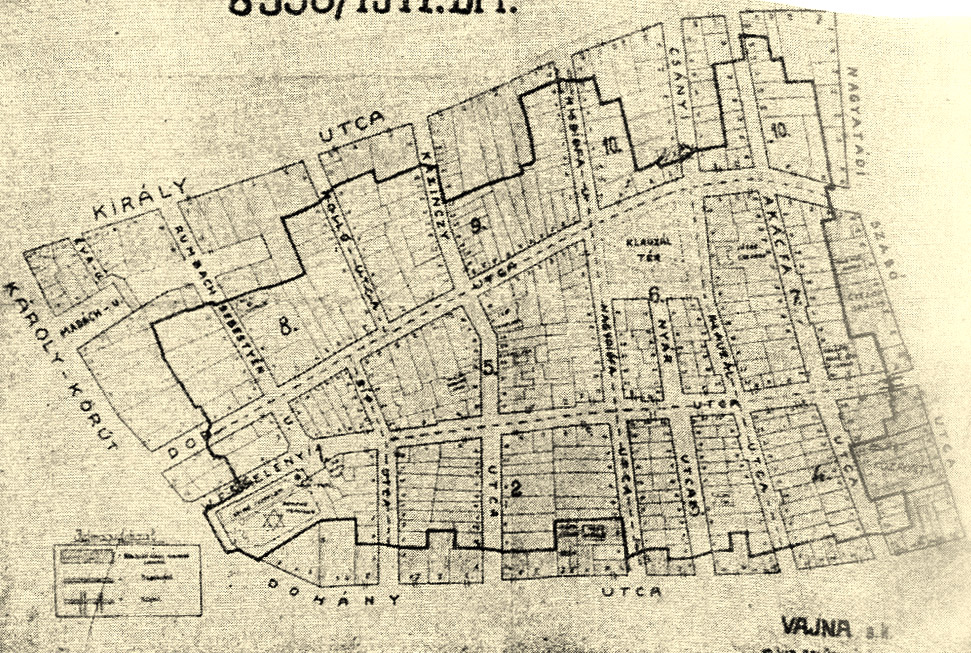
Plan des Budapester Ghettos in einem Dekret Vajnas (29. November 1944)

Gábor Vajna ['ɡaːbor 'vɒjnɒ] (geboren 4. November 1891 in Kézdivásárhely, Österreich-Ungarn; gestorben 12. März 1946 in Budapest) war ein ungarischer Politiker. Von 1944 bis 1945 war er Innenminister in der Regierung der Pfeilkreuzler unter Ferenc Szálasi. Er wurde als verurteilter Kriegsverbrecher hingerichtet.

## Leben
Vajna war ein Vertrauter von Ministerpräsident Ferenc Szálasi. Vajna wurde mit der Regierungsübernahme vom 15. Oktober 1944 Innenminister in der Regierung Szálasi.
Adolf Eichmann und die deutschen Vertreter in Ungarn, Edmund Veesenmayer und Otto Winkelmann, verlangten am 17. Oktober 1944  die Überstellung von „Leihjuden“ an das Deutsche Reich. Am 18. Oktober erklärte sich die Regierung bereit, dem Deutschen Reich bis Kriegsende 50.000 jüdische Männer und Frauen als Arbeitssklaven für die Rüstungsindustrie zur Verfügung zu stellen. Insgesamt betrug die Zahl der bis zum 1. Dezember 1944 ausgelieferten „Leihjuden“ schließlich 76.209. Der größte Teil kam entweder auf dem Todesmarsch, in Konzentrationslagern oder bei den Schanzarbeiten beim Südostwall ums Leben. 
Gábor Vajna wurde wegen Verbrechen gegen die Menschlichkeit während des Zweiten Weltkriegs zum Tode verurteilt und zusammen mit Ferenc Szálasi, Károly Beregfy und József Gera am 12. März 1946 in Budapest öffentlich gehängt.